# 太平洋建設集團 (台灣)
太平洋建設集團，簡稱太設，台灣企業集團。由章民強等人於1967年6月14日創立，原始股東來自於太平洋電線電纜。經集團化發展後，分為不動產開發、工程營造、不動產管理、百貨零售、以及休閒經營等五大事業群，其子公司共有75家。

## 歷史
- 1967年6月14日，章民強與孫法民等人集資成立太平洋建設，原始股東來自太平洋電線電纜。
- 1979年，孫法民任太平洋建設董事長。
- 1980年2月2日，太平洋建設股票上市（臺證所：2506）。
- 1983年，太平洋建設公司開始籌設百貨公司。
- 1986年，與日本崇光百貨簽約，共同經營，經濟部投審會核可了這項投資案，為太平洋崇光百貨[3]，現由遠東集團持有營運。同年，孫法民退休，太電集團進行分家，太平洋建設的經營權由章民強取得，成為獨立集團。
- 1992年，以18億元得標中山高速公路汐止五股段高架橋拓寬工程第十八標案，遠低於原先由招標機關與榮工處議價之35億元，因此延伸俗稱的「十八標」弊案。[4]

## 外部連結
- （繁體中文） 太平洋建設（页面存档备份，存于）
- （繁體中文） 台灣公司資料 （页面存档备份，存于）

1. ↑  . www.wealth.com.tw.   [2024-05-10]. （原始内容存档于2024-05-10）.
2. ↑  彭漣漪. . 天下雜誌. 1997-05-01.
3. ↑  . 工商時報. 2019-06-11  [2024-05-10]. （原始内容存档于2024-05-10）.
4. ↑  . 天下雜誌. 1996-07-01.